# Lijst van administratieve eenheden in Bà Rịa-Vũng Tàu
Deze lijst bevat een overzicht van administratieve eenheden in Bà Rịa-Vũng Tàu (Vietnam).

## Stad

### Vũng Tàu
De stad van Bà Rịa-Vũng Tàu is Vũng Tàu. Vũng Tàu bestaat uit zestien phường en een xã.
- Stad Vũng Tàu
- Phường Phường 1
- Phường Phường 2
- Phường Phường 3
- Phường Phường 4
- Phường Phường 5
- Phường Phường 6
- Phường Phường 7
- Phường Phường 8
- Phường Phường 9
- Phường Phường 10
- Phường Phường 11
- Phường Phường 12
- Phường Nguyễn An Ninh
- Phường Thắng Nhất
- Phường Thắng Tam
- Phường Rạch Dừa
- Xã Long Sơn

### Bà Rịa
Bà Rịa bestaat uit acht phường en drie xã's.
- Stad Bà Rịa
- Phường Phước Hưng
- Phường Phước Hiệp
- Phường Phước Trung
- Phường Phước Nguyên
- Phường Long Hương
- Phường Long Toàn
- Phường Kim Dinh
- Phường Long Tâm
- Xã Hòa Long
- Xã Long Phước
- Xã Tân Hưng

## Districten

### Châu Đức
Châu Đức is een van de districten van Bà Rịa-Vũng Tàu. Het heeft een oppervlakte van ongeveer 421 km² en telt ongeveer 149.000 inwoners. Châu Đức heeft twee thị trấn en veertien xã's.
- District Châu Đức
- Thị trấn Ngãi Giao
- Thị trấn Kim Long
- Xã Bàu Chinh
- Xã Bình Ba
- Xã Bình Giã
- Xã Bình Trung
- Xã Cù Bị
- Xã Đá Bạc
- Xã Láng Lớn
- Xã Nghĩa Thành
- Xã Quảng Thành
- Xã Suối Nghê
- Xã Suối Rao
- Xã Sơn Bình
- Xã Xà Bang
- Xã Xuân Sơn

### Xuyên Mộc
Xuyên Mộc is een van de districten in Bà Rịa-Vũng Tàu. De oppervlakte van het district bedraagt 642,19 km² en heeft ruim 132.000 inwoners. De hoofdplaats van het district is Phước Bửu. Het district bestaat uit een thị trấn en twaalf xã's.
- District Xuyên Mộc
- Thị trấn Phước Bửu
- Xã Phước Thuận
- Xã Phước Tân
- Xã Xuyên Mộc
- Xã Bông Trang
- Xã Bàu Lâm
- Xã Hòa Bình
- Xã Hòa Hưng
- Xã Hòa Hiệp
- Xã Hoà Hội
- Xã Bưng Riềng
- Xã Tân Lâm
- Xã Bình Châu

### Tân Thành
Tân Thành is een district in Bà Rịa-Vũng Tàu. De oppervlakte van het district is 337,61 km² en heeft ruim 105.000 inwoners. De hoofdplaats van het district is Phú Mỹ. Het district bestaat uit een thị trấn en negen xã's.
- District Tân Thành
- Thị trấn Phú Mỹ
- Xã Châu Pha
- Xã Hắc Dịch
- Xã Mỹ Xuân
- Xã Phước Hoà
- Xã Sông Xoài
- Xã Tân Hải
- Xã Tân Hoà
- Xã Tân Phước
- Xã Tóc Tiên

### Long Điền
Long Điền is een district in Bà Rịa-Vũng Tàu. De oppervlakte van het district is 76,99 km² en heeft ruim 118.000 inwoners. De hoofdplaats van het district is Long Điền. Het district heeft twee thị trấns en vijf xã's.
- District Long Điền
- Thị trấn Long Điền
- Thị trấn Long Hải
- Xã An Ngãi
- Xã Tam Phước
- Xã An Nhất
- Xã Phước Tỉnh
- Xã Phước Hưng

### Đất Đỏ
Đất Đỏ is een district in Bà Rịa-Vũng Tàu. De oppervlakte van het district is 190 km² en heeft ruim 64.000 inwoners. De hoofdplaats van het district is Đất Đỏ. Het district heeft twee thị trấns en zes xã's.
- District Đất Đỏ
- Thị trấn Đất Đỏ
- Thị trấn Phước Hải
- Xã Láng Dài
- Xã Long Mỹ
- Xã Long Tân
- Xã Lộc An
- Xã Phước Hội
- Xã Phước Long Thọ

### Côn Đảo
Côn Đảo is een archipel in Bà Rịa-Vũng Tàu. Làng An Hả is het enige bestuurlijke eenheid in Côn Đảo en is een thị trấn.